# Rochele Nunes
Rochele Jesus Nunes (Pelotas, 19 de junio de 1989) es una deportista brasileña que compite en judo, desde el año 2019 compite bajo la bandera de Portugal.
En los Juegos Europeos de Minsk 2019 consiguió una medalla de plata en la prueba de equipo mixto.
Ganó cuatro medallas en el Campeonato Panamericano de Judo entre los años 2013 y 2016, y dos medallas de bronce en el Campeonato Europeo de Judo, en los años 2020 y 2021.

## Palmarés internacional
| Representando a Brasil   |                         |                   |              |
| Campeonato Panamericano  |                         |                   |              |
| Año                      | Lugar                   | Medalla           | Categoría    |
| 2013                     | San José (Costa Rica)   | Medalla de bronce | +78 kg       |
| 2014                     | Guayaquil (Ecuador)     | Medalla de bronce | +78 kg       |
| 2015                     | Edmonton (Canadá)       | Medalla de plata  | +78 kg       |
| 2016                     | La Habana (Cuba)        | Medalla de bronce | +78 kg       |
| Representando a Portugal |                         |                   |              |
| Juegos Europeos          |                         |                   |              |
| Año                      | Lugar                   | Medalla           | Categoría    |
| 2019                     | Minsk (Bielorrusia)     | Medalla de plata  | Equipo mixto |
| Campeonato Europeo       |                         |                   |              |
| Año                      | Lugar                   | Medalla           | Categoría    |
| 2020                     | Praga (República Checa) | Medalla de bronce | +78 kg       |
| 2021                     | Lisboa (Portugal)       | Medalla de bronce | +78 kg       |